# Coeur d'Alene
Coeur d'Alene är en stad (city) i Kootenai County i delstaten Idaho, USA. Coeur d'Alene är administrativ huvudort (county seat) i Kootenai County.

## Kända personer från Coeur d'Alene
- Jack Riggs, politiker